# 비르섬

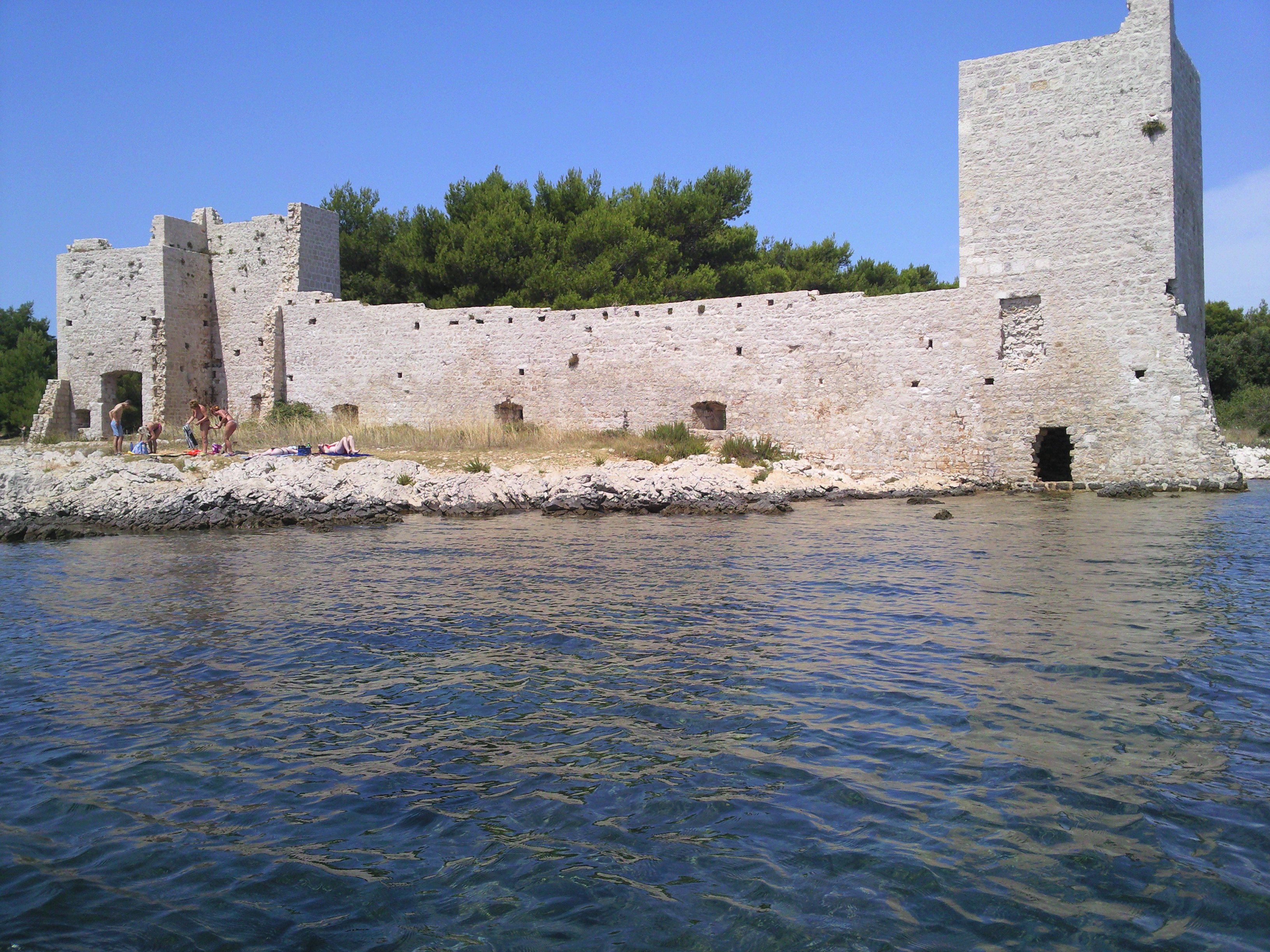
비르섬의 카슈텔리나(Kaštelina) 성

비르섬(크로아티아어: Vir, 이탈리아어: Puntadura)은 아드리아해에 위치한 크로아티아의 섬으로 면적은 22km2, 높이는 112m, 인구는 1,608명(2001년 기준)이다. 행정 구역상으로는 자다르주에 속하며 자다르의 북쪽에 위치한다.